# Puig de n'Eres
El Puig de n'Eres és una muntanya de 767 metres que es troba al municipi d'Alforja, a la comarca catalana del Baix Camp.